# 57-мм противотанковая пушка Ч-26
Ч-26 (Индекс ГАУ — 52-П-273) — советская 57-мм противотанковая пушка. Разработана в ОКБЛ-46 под руководством Чарнко.

## История создания
Противотанковая пушка Ч-26 разрабатывалась в специальном конструкторском бюро ОКБЛ-46 под руководством Чарнко с 1946 года. К осени 1947 года первый опытный образец на Главном артиллерийском полигоне прошёл сравнительные полигонные испытания вместе пушкой М-16-2, разработанной в конструкторском бюро Мотовилихинских заводов. По результатам испытаний, предпочтение было отдано орудию разработки ОКБЛ-46. После устранения замечаний в августе 1948 года Завод № 235 изготовил и сдал 6 орудий Ч-26. 5 из них были направлены на войсковые испытания, одна пушка была передана в ОКБЛ-46. К апрелю 1950 года были изготовлены ещё 20 орудий для войсковых испытаний. Орудия были распределены между Беломорским, Белорусским, Забайкальским, Закавказском и Туркестанским военными округами.
К 1 февраля 1951 года закончились испытания во всех округах. В основном пушка испытания выдержала и была рекомендована к принятию на вооружение. В 1951 году заводом №106 была выпущена серийная партия из 100 орудий.

## Описание конструкции
Все агрегаты орудия размещались на лафете, сконструированном по типу германской противотанковой пушки 7,5 cm PaK 41. Функции нижнего станка выполнял несущий щит из двух листов толщиной 3 и 4 мм. В середине щита закреплялся верхний станок. На верхнем станке были установлены противооткатные устройства в состав которых входил гидравлический тормоз отката и пружинный накатник, аналогичные по конструкции пушке М-42, но с большими габаритами. Наведение орудия в вертикальной и горизонтальной плоскостях осуществлялись с помощью винтовых механизмов наведения. В люльке был установлен нарезной 57-мм ствол. Полная длина ствола с дульным тормозом составляла 4584 мм, в том числе 3244 мм нарезной части. Эффективность дульного тормоза достигала 70%. Для избежания попадания расчёта в зону избыточного давления при стрельбе, последняя камера дульного тормоза развёрнута в обратную сторону. При стрельбе орудие опирается на две раздвижные сварные коробчатые станины.

## Сохранившиеся экземпляры
- Россия — Центральный музей Вооружённых Сил, г. Москва